# Børge Houmann
 Der er for få eller ingen kildehenvisninger i denne artikel, hvilket er et problem. Du kan hjælpe ved at angive troværdige kilder til de påstande, som fremføres i artiklen.

Børge Houmann (født 26. marts 1902 i Fredericia, død 20. januar 1994) var en dansk forfatter, redaktør, modstandsmand, folketingsmedlem og kommunist. Børge Houmann var en ledende kraft i organiseringen af den illegale presse under besættelsen, herunder Frit Danmark, var politisk leder af sabotagegruppen BOPA, samt repræsenterede Danmarks Kommunistiske Parti (DKP) i Frihedsrådet. Hans forfatterskab omfatter adskillige bøger om Martin Andersen Nexø, bl.a. en trebinds biografi, Martin Andersen Nexø og hans samtid, udgivet i løbet af 1980'erne.

## Indtræden i politik
Børge Houmanns familie flyttede i 1909 til England, og han fik derfor engelsk som andetsprog. Ved 1. verdenskrigs afslutning var han klar til at gå i krig som frivillig i den britiske hær. Efter krigen arbejdede han bl.a. som sømand, men vendte i 1920 tilbage til Danmark.
Kort efter hjemkomsten kom han ind i kredsen omkring kulturtidsskriftet Klinte og i 1921 fik han udgivet digtsamlingen Opus 1. Hans næste digtsamling, Små altre, udkom i 1923.
I løbet af 1920'erne kom han i kontakt med personer, som enten allerede var ellere senere blev kommunister, bl.a. Marie Nielsen, Martin Andersen Nexø, Otto Gelsted og Hans Kirk. I 1927 blev Børge Houmann selv medlem af DKP, hvor han fra 1933 fik væsentlige organisatoriske opgaver, bl.a. blev han forretningsfører for Arbejderforlaget, som udgav bøger og pjecer rettet mod arbejdere. Året efter blev han leder af Arbejderbladet, som blev dagblad i januar 1934. Og da han senere samme år blev forretningsfører for Mondes Forlag, som udgav bøger mere rettet mod intellektuelle, stod han i spidsen for DKPs samlede skriftlige udgivelser frem til krigen.

## Under Besættelsen
Fra Danmark blev besat den 9. april 1940 begyndte Børge Houmann at forberede illegaliteten. Han var ikke kendt i offentligheden og undgik derfor at blive taget til fange af tyskerne, selv om han var en af kommunisternes vigtigste ledere under besættelsen. Han var i 1942 medstifter af Frit Danmark, senere også "politisk leder" af sabotagegruppen BOPA og medlem af Danmarks Frihedsråd.

## Efterkrigstiden
Umiddelbart efter befrielsen blev Børge Houmann chefredaktør for kommunisternes nye dagblad, Land og Folk, som oplevede stor succes i månederne, der fulgte, men hurtigt faldt i oplag igen i takt med, at kommunisternes popularitet dalede. Ved folketingsvalget i oktober 1945 blev Børge Houmann valgt ind, men allerede i juli 1946 trådte han ud igen, angiveligt for at hellige sig arbejdet med Land og Folk.
Børge Houmann blev i 1951 dømt i en injuriesag, der gik helt til Højesteret. Han var også blevet dømt i byretten og Østre Landsret og endte med at blive idømt tre måneders fængsel og 50.000 kr. i bøde. Det var Justitsministeriet, som havde stævnet Houmann for hans skriverier om Wright, Thomsen & Kier-sagen, efterkrigstidens største værnemager-sag. Sagen havde oprindeligt hørt under den kommunistiske jurist Carl Madsen, som var blevet udnævnt til ekstraordinær statsadvokat i juni 1945 til at tage sig af landssvigersagerne, men han var blevet fritaget for tjeneste i 1946, og Rigsadvokaten havde henlagt sagen uden tiltale.

## Forlægger og forfatter
Børge Houmann var medlem af Radiorådet i 1946-1950 og sad i bestyrelsen for Ritzaus Bureau fra 1947 til 1955. Den sidste post måtte han forlade, da han blev afsat som chefredaktør for Land og Folk, hvilket også betød, at han forlod partiets daglige ledelse, sekretariatet. I årene efter var bl.a. oprøret i Ungarn i 1956 medvirkende til at udløse en krise i DKP, som førte til partiformand Aksel Larsens afsættelse og eksklusion, hvorefter han stiftede Socialistisk Folkeparti (SF). Børge Houmann støttede Aksel Larsens linje, men undgik eksklusion og kunne ikke få sig selv til at sige farvel til et parti, hvor han havde tilbragt 25 år som partifunktionær. I stedet vendte han tilbage til Martin Andersen Nexø-forskningen og blev forlægger på sit eget lille forlag, Sirius.
I årene der fulgte udsendte Houmann en række bøger om Martin Andersen Nexø. Det blev også til bl.a. en Otto Gelsted-bibliografi, et udvalg af breve og artikler fra Hans Kirk, samt et artikeludvalg fra Harald Rue.
I 1973 blev Børge Houmann udnævnt til æresdoktor ved Københavns Universitet.
1990 udkom Børge Houmanns erindringer, Kommunist under besættelsen, og i 1992 udkom i anledning af hans 90-års fødselsdag en biografi i form af en antologi af biografiske artikler, Børge Houmann og hans samtid, navngivet efter hans eget hovedværk, Martin Andersen Nexø og hans samtid.

## Bøger
- Houmann, Børge: Kommunist under besættelsen, Vindrose 1990. ISBN 87-7456-345-9
- Møller, Morten: Hvem er Nielsen? En fortælling om kommunisten og modstandslederen Børge Houmann, Gyldendal 2012. ISBN 978-87-02-12623-5
- (red. Morten Thing og Torben Bech Rasmussen), Børge Houmann og hans samtid, Amadeus 1992. ISBN 87-89028-29-5